# ألينا أندريفا
ألينا سيرجيفنا أندريفا (الروسية: Алёна Сергеевна Андреева؛ ولدت في 21 نوفمبر 1997) هي لاعبة كرة قدم روسية تلعب كمهاجم وظهرت مع المنتخب الروسي للسيدات.